# Bovezzo
Bovezzo är en ort och kommun i provinsen Brescia i regionen Lombardiet i Italien. Kommunen hade 7 532 invånare (2018).